# Kikab
Kikab är en ort i Mexiko.   Den ligger i kommunen Campeche och delstaten Campeche, i den östra delen av landet, 900 km öster om huvudstaden Mexico City. Kikab ligger 31 meter över havet och antalet invånare är 509.
Terrängen runt Kikab är platt. Runt Kikab är det glesbefolkat, med 8 invånare per kvadratkilometer. Närmaste större samhälle är Melchor Ocampo, 9,7 km norr om Kikab. I omgivningarna runt Kikab växer i huvudsak lövfällande lövskog.